# Gelou

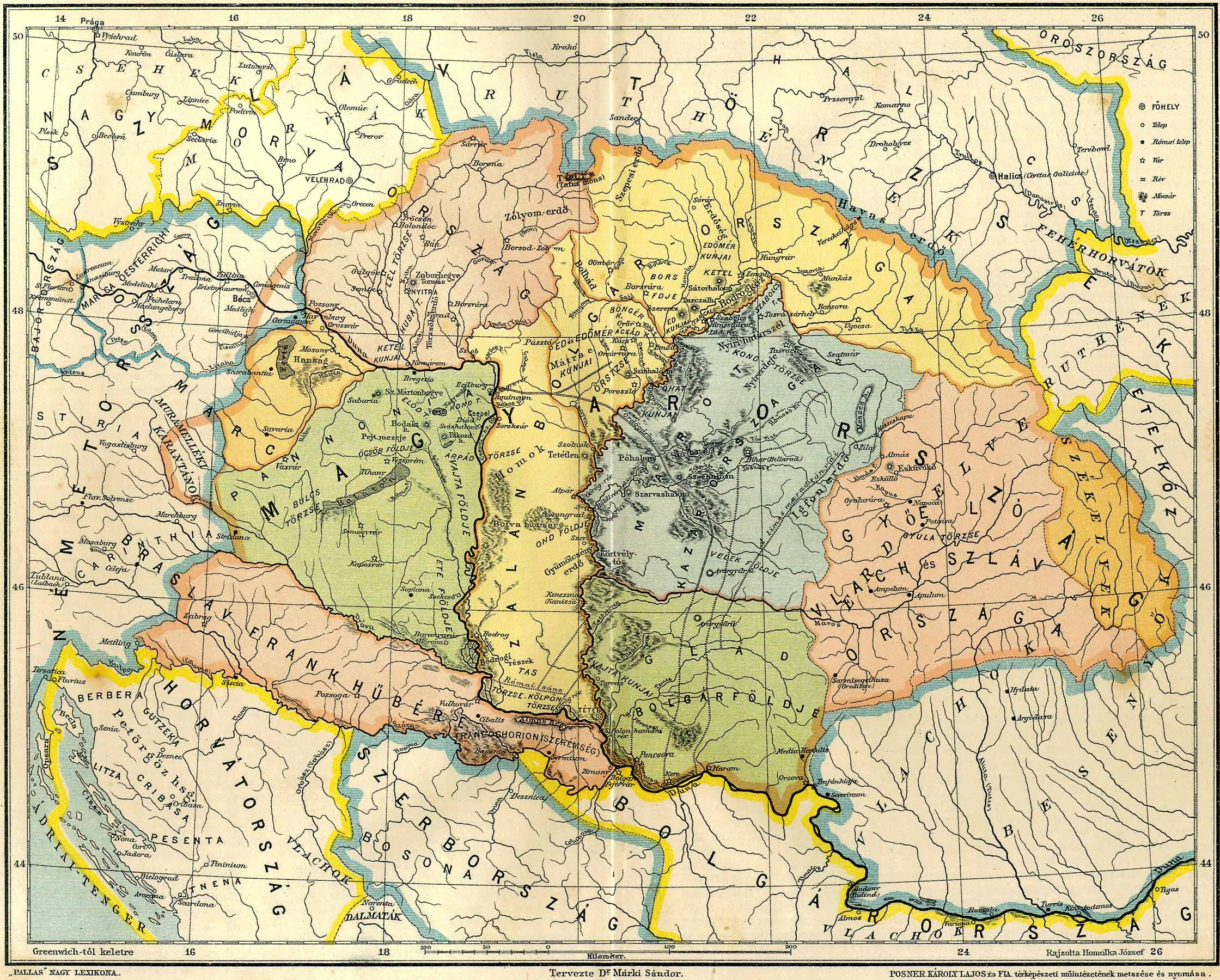
Carte hongroise du XIXe siècle illustrant la Gesta Hungarorum.

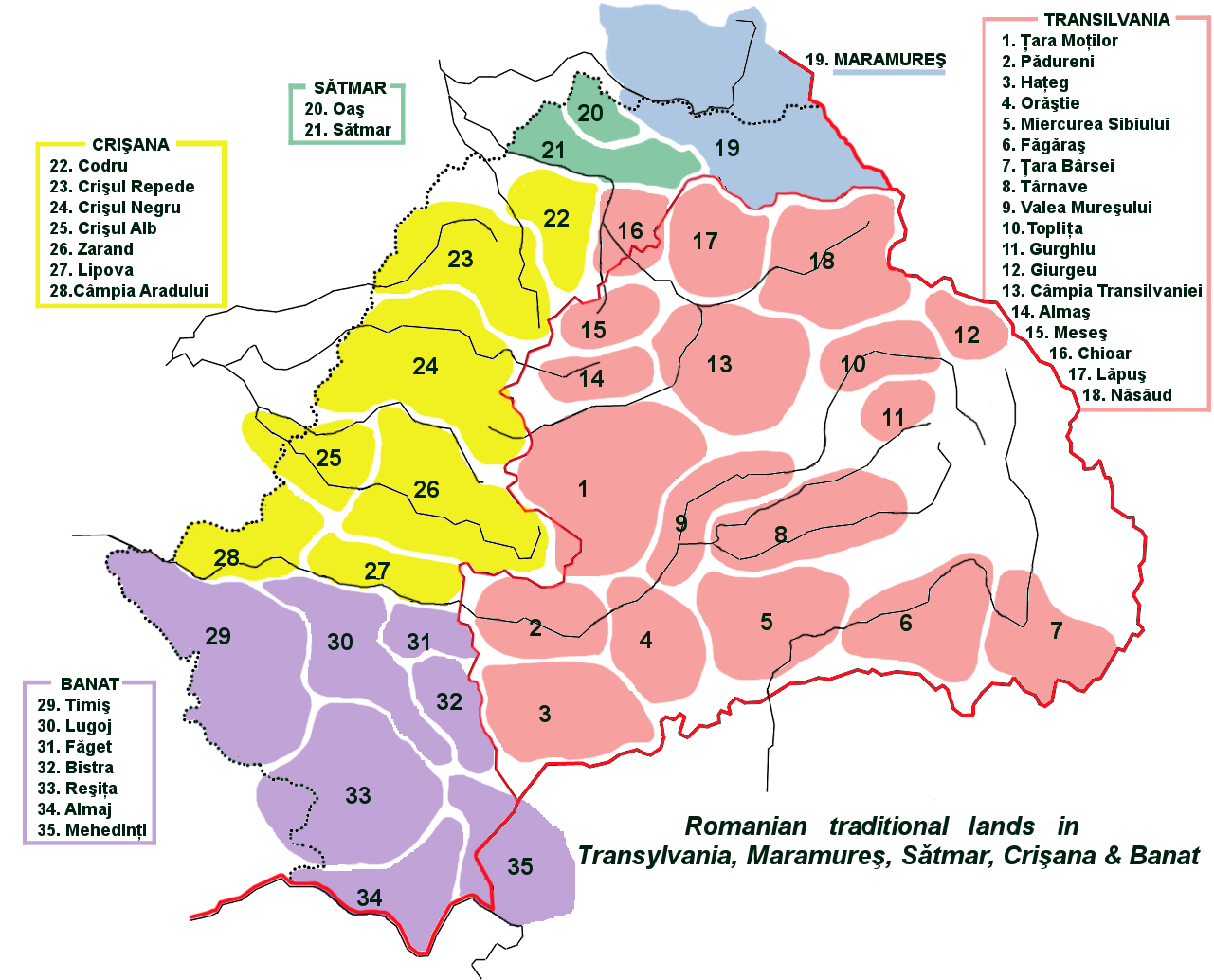
Les régions ethnographiques roumaines en Transylvanie (rose), Maramureș (bleu), Satu Mare (vert), Sălaj, Bihor et Zărand (jaune) et Banat (violet).

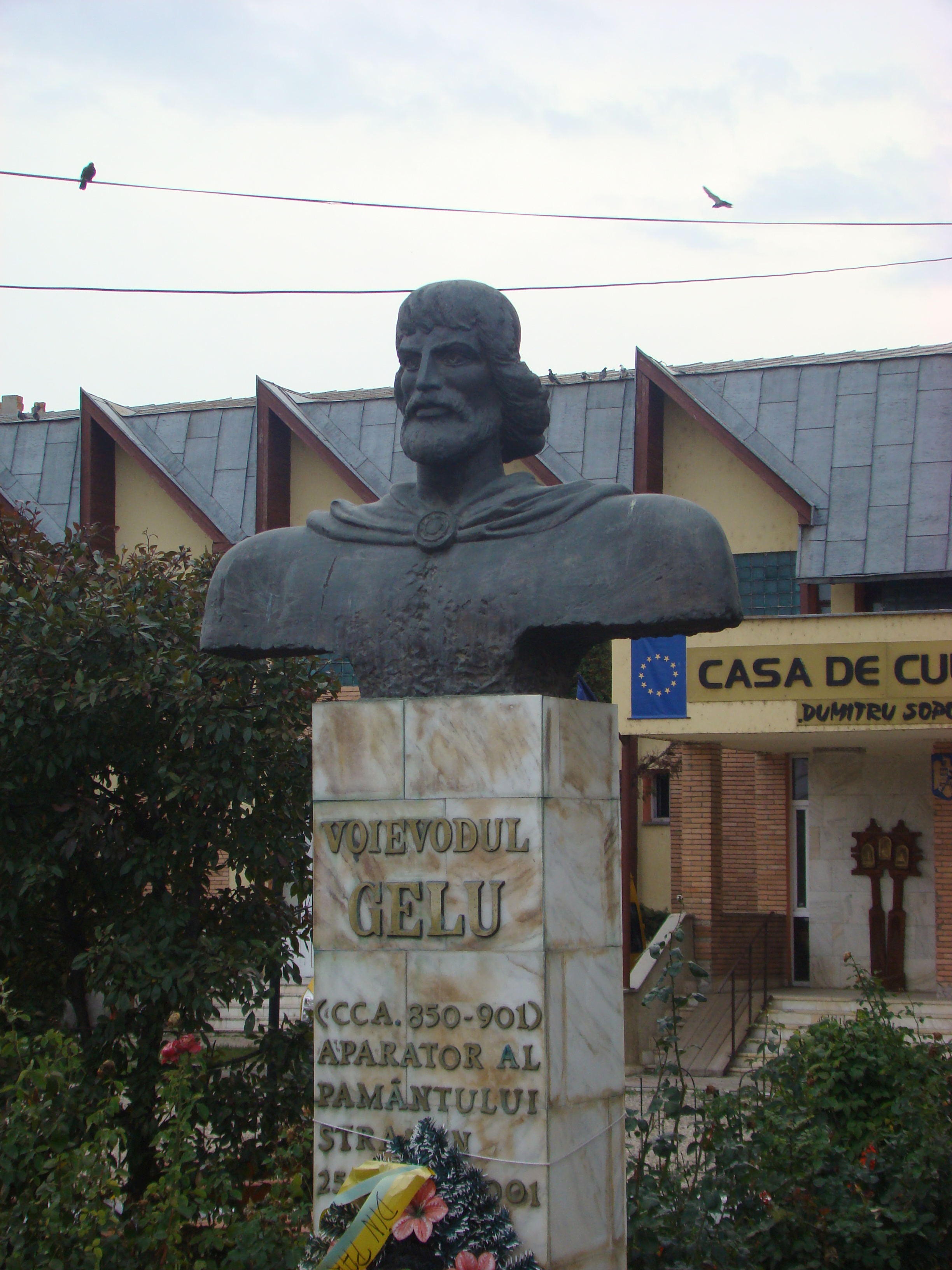
Buste de Gelou à Gilău, Roumanie

Gelou (traduit du roumain Gelu ; en hongrois Gyalu) était, selon la Gesta Hungarorum, le premier chef d'un duché transylvain du Xe siècle. Slaves et Valaques peuplaient alors le pays, mais tant leur présence que leur nombre relatif sont controversés entre l'historiographie magyare (et, à sa suite, germanique et occidentale), et l'historiographie roumaine. Quoi qu'il en soit, les troupes de Gelou ont été battues par les Magyars : la Gesta raconte que Gelou fut tué par les guerriers du capitaine magyar Tuhutum (Töhötöm, aussi selon une forme hongroise moderne Tétény) et un traité de soumission fut signé à Esküllő (aujourd'hui Așchileu, au nord-ouest de Cluj).

## Thèse hongroise
L'historiographie magyare, mais aussi des historiens roumains comme Nicolae Iorga, pensent que la Gesta Hungarorum est un récit héroïque mais fantaisiste destiné à l'éducation des jeunes de la cour de Hongrie, dont les auteurs ont inventé les détails et les noms des protagonistes, en s'inspirant de la toponymie et du contexte local. Ils soulignent que :
- aucun autre document ne corrobore l'existence de Gelou ;
- la Gesta ne mentionne pas des personnalités historiques importantes de l'époque comme Svatopluk et Siméon Ier de Bulgarie ;
- d'autres personnages de la Gesta ont visiblement été inventés d'après des toponymes (par exemple Zobor).

## Thèse roumaine
La majorité de l'historiographie roumaine, elle, affirme que le récit de la Gesta est historique et donc, que les formations politiques et les princes cités sont réels. Les protochronistes pensent même que ces toponymes doivent être reliés au passé dace de la Transylvanie : ainsi l'historien roumain Neagu Djuvara signale que les protochronistes relient le nom de Gelou à l'ancien toponyme thrace Gelupara (para signifie "ville") et au toponyme moderne de Gilău, qui est le nom d'un village et d'une rivière dans le județ de Cluj. De son côté, Édouard Sayous affirme que « Deux petits royaumes, celui de Gelu en Transylvanie, celui de Glad entre l'Aluta et la Theiss, semblent avoir été surtout valaques ».
La Chronique des temps passés en Rus' kiévienne, aussi appelée Chronique de Nestor mentionne la lutte entre Roumains et Hongrois pendant la migration des Hongrois.

## Débat
La seule certitude étayée par les recherches archéologiques, toponymiques et épigraphiques, est qu'il a existé en Transylvanie au Xe siècle une quinzaine de petites principautés slavo-roumaines ((ro) Țări, (hu) Vlachföld, (sl) Kniazek, (fr) Canesats) : les pays de Maramureș, Oaș, Lăpuș, Crasna, Bihor, Turda, Năsăud, Gurghiu, Zărand, Moților, Vlăhița, Vulcan, Amlaș, Cibin et Făgăraș, que le royaume de Hongrie a réuni au XIIe siècle en un voïvodat de Transylvanie, distinct du royaume mais vassal de celui-ci, que l'historiographie magyare considère (du moins jusqu'en 1570) comme une simple province du royaume de Hongrie tandis que pour l'historiographie roumaine il s'agit d'une principauté à part entière, roumaine à l'origine, avant sa conquête par les Magyars. Pour les Roumains, Gelou a été le premier prince de Transylvanie, suivi par les magyars Tuhutum et Gyula (ou Iula).